# Sebes Árpád
Sebes Árpád (Budapest, 1896. január 11. – Budapest, 1963. október 13.) író, költő, újságíró.

## Élete
Sebes Lipót (1866–1931) tőzsdeügynök és Fürst Sarolta (1876–1924) fia. Kereskedelmi iskolában érettségizett 1914-ben, majd magántisztviselőként dolgozott. Az első világháborúban katonaként szolgált, ahol a harcokban ellőtték egyik lábát. 1928 és 1936 között a Népszava külső munkatársa volt. Az Atlantisz pusztulása című regényét 1935-ben a Népszava közölte folytatásokban. 1945 után vidéki lapoknál dolgozott. 1947 és 1950 között Kiskunhalason a Hírek című hetilap felelős szerkesztője volt.
Első felesége Ertl Mária volt, akivel 1921. március 13-án Budapesten, a Ferencvárosban kötött házasságot. Második házastársa Rózsa Margit (1900–1964) volt, akit 1927. október 22-én vett nőül, majd 1938-ban elvált tőle.
Temetése Budapesten, a Farkasréti temetőben volt.

## Művei
- Stix partján (versek, Budapest, 1925)
- Asszonyért és kenyérért (versek, Budapest, 1928)
- Doktor Gulliver a Sarkvidéken (szatirikus regény, Budapest, 1930)
- Menekülő lelkiismeret (regény, Budapest, 1946)